# Kofi Annan
Kofi Atta Annan (8. dubna 1938 Kumasi – 18. srpna 2018 Bern) byl ghanský diplomat. V letech 1997–2006 byl sedmým generálním tajemníkem OSN. V roce 2001 spolu s OSN obdržel Nobelovu cenu míru.

## Mládí a studia
Narodil se v Kumasi v roce 1938 v britské kolonii Zlaté pobřeží (dnes Ghana) do ašantské aristokratické rodiny, oba dědové i strýc byli náčelníky.
V letech 1954 až 1957 navštěvoval elitní internátní metodistickou školu Mfantsipim. Od roku 1958 studoval ekonomii na univerzitě v Kumasi (dnes Kwame Nkrumah University of Science and Technology). Během studia získal stipendium od Fordovy nadace, které mu umožnilo studia dokončit na americké Macalester College v Saint Paul. Poté v letech 1961 až 1962 absolvoval doktorské studium na ženevském Graduate Institute of International and Development Studies.
V letech 1971 až 1972 studoval management na MIT Sloan School of Management (součást MIT), kde získal titul MBA.

## Organizace spojených národů

### Do roku 1996
V roce 1962 začal pracovat ve Světové zdravotnické organizaci. Poté působil v různých agenturách OSN i v samotném OSN na různých pozicích kromě let 1974 až 1976, kdy vedl Ghanskou agenturu cestovního ruchu. V letech 1994 až 1995 byl již zástupcem generálního tajemníka. V tomto období byl často kritizován za neschopnost OSN zabránit Rwandské genocidě, když vedl tamní mírovou misi OSN.
V letech 1995 až 1996 byl zvláštním zástupcem generálního tajemníka pro Jugoslávii, v tomto období byl kritizován za neschopnost OSN zabránit Srebrenickému masakru. Od roku 1996 byl opět zástupcem generálního tajemníka.

### Generální tajemník
Do funkce generálního tajemníka byl navržen Radou bezpečnosti 13. prosince 1996, o čtyři dny později byl Valným shromážděním do funkce potvrzen. Jeho první funkční období začalo 1. ledna 1997. Druhé funkční období začalo 1. ledna 2002 a skončilo na konci roku 2006.
V roce 1999 obdržel pamětní stříbrnou medaili Jana Masaryka. V roce 2001 obdrželi OSN a Kofi Annan Nobelovu cenu míru za „práci za lépe organizovaný a mírovější svět“. V roce 2003 obdržel Sacharovovu cenu za svobodu myšlení.
V roce 2004 Annan kritizoval americkou invazi do Iráku, kterou označil za nelegální a v rozporu s Chartou OSN.
V letech 2004/05 byl ostře kritizován za nedostatečný dohled a pomalou reakci na skandál rozsáhlé korupce u OSN v jejím programu „Ropa za potraviny“, započatého za jeho předchůdce Butruse Butruse-Ghálího. Do korupce byl údajně zapojen i Annanův syn Kojo Annan. V dubnu 2004 pověřil Paula Volckera předsednictvím komise „Independent Inquiry into the United Nations Oil-for-Food Programme“, která tuto korupci začala vyšetřovat. Komise vydala několik zpráv, nejnovější 27. října 2005.
V roce 2006 při válce mezi Libanonem a Izraelem se velkou měrou podílel na jednání o příměří. Izraelské vojáky na území Libanonu nahradily jednotky mírové mise OSN – UNIFIL. Kofi Annan se přátelil s Madeleine Albrightovou.

### Další působení v OSN
V lednu 2008 se zapojil do vyjednávání mezi keňskou vládou a opozicí během povolební krize a vlny násilí, jemuž padlo za oběť asi 700 lidí a více než 250 tisíc uprchlo nebo bylo vyhnáno z domovů.
Začátkem roku 2012 byl Annan jmenován mimořádným vyslancem OSN a Ligy arabských států pro Sýrii, pro kterou se měl pokusit vyjednat řešení vzniklého velkého vnitropolitického a také náboženského konfliktu s dopady na celou oblast Blízkého východu. V Sýrii působila jednotka o síle asi 300 vojáků jako pozorovatelé, ale účinná realizace ostatních elementů tzv. Annanova plánu se neuskutečnila. Svou misi v Sýrii neúspěšně ukončil 31. srpna téhož roku, když jako příčinu neúspěchu označil neústupnost Asadovy vlády i opozice, a také existenci patu v Radě bezpečnosti.

## Osobní život
V roce 1965 se oženil s Nigerijkou Titi Alakij a narodila se jim dcera Ama a syn Kojo. Po rozvodu se v roce 1984 oženil se švédskou právničkou Nane Lagergren, vzdálenou příbuznou Raoula Wallenberga.
Zemřel po krátké nemoci 18. srpna 2018 ve švýcarském Bernu.

## Vyznamenání
- velkokříž Řádu za zásluhy Polské republiky – Polsko, 2000
- velkokříž s řetězem Řádu rumunské hvězdy – Rumunsko, 2001[12]
- rytíř-komtur Řádu Lesotha – Lesotho, 2002
- Řád knížete Jaroslava Moudrého I. třídy – Ukrajina, 3. června 2002[13]
- Řád přátelství I. třídy – Kazachstán, 16. října 2002[14]
- velkokříž s řetězem Řádu svobody – Portugalsko, 11. října 2005[15]
- velkostuha Řádu liberijských průkopníků – Libérie, 2006
- velkokříž Řádu nizozemského lva – Nizozemsko, 2006
- Řád ghanské hvězdy – Ghana, 2007
- Řád zlatého srdce Keni – Keňa, 2007
- velká čestná dekorace ve zlatě na stuze Čestného odznaku Za zásluhy o Rakouskou republiku – Rakousko, 2007[16]
- čestný rytíř velkokříže Řádu svatého Michala a svatého Jiří – Spojené království, 2007[17]
- velkokříž Záslužného řádu Spolkové republiky Německo – Německo, 2008[18]
- velkokříž Řádu Isabely Katolické – Španělsko, 29. ledna 2010[19]
- velkodůstojník Řádu čestné legie – Francie, 2. května 2013[20]
- řetěz Řádu Východního Timoru in memoriam – Východní Timor, 2019
- Manasův řád I. třídy – Kyrgyzstán
- velkodůstojník Řádu Mono – Togo